# Lienewitz-Caputher Seen- und Feuchtgebietskette
Das Naturschutzgebiet Lienewitz-Caputher Seen- und Feuchtgebietskette liegt auf dem Gebiet der Gemeinden Schwielowsee und Michendorf im Landkreis Potsdam-Mittelmark in Brandenburg.
Das Gebiet mit der Kenn-Nummer 1517 wurde mit Verordnung vom 10. Juni 2002 unter Naturschutz gestellt. Das rund 368 ha große Naturschutzgebiet mit dem 13,8 ha großen Großen und dem Kleinen Lienewitzsee und dem südlichen Teil des 48 ha großen Caputher Sees erstreckt sich südlich von Caputh, einem Ortsteil von Schwielowsee. Südlich verläuft die A 10 und östlich die B2. Westlich des Gebietes erstreckt sich der 786 ha große Schwielowsee.